# Норд Холдинг
„Норд Холдинг“ АД е компания в София, България за преработката на различни видове метални отпадъци.
Дейността на дружеството включва събиране на метален скрап с производствен и битов произход с цел рециклиране и последваща продажба на български преработвателни компании, сред които организации за добив на едро на черен и цветен скрап или чуждестранни клиенти като заводи и предприятия в чужбина. Дружеството има сключени договори с основните потребители на метални отпадъци в България и изнася скрап за Европа и Азия.

## История
Компанията е основана през 1995 г. под името „Норд“ ЕООД от Борислав Малинов, който е единствен собственик, учредител и главен председател на Управителния съвет. Малинов е роден през 1965 година в Станке Димитров в семейството на Ангел Малинов, който през 1997 – 2001 година е депутат от Съюза на демократичните сили. Той завършва икономика и управление на търговията в Университета за национално и световно стопанство и през 1992 година започва да се занимава с изкупуване и рециклиране на отпадъци. До 2008 г. е собственик и ръководител в строителната фирма „Стройконсулт“, а след това е консултант по икономическите и финансовите въпроси на петзвезден апартхотел „Лъки Банско“, подразделение на „Норд Холдинг“. Малинов е и активен участник в браншовата организация Българска асоциация по рециклиране, която оглавява през 2007 – 2010 година и отново от 2011 г.
„Норд Холдинг“ е „златен член“ на Българска асоциация по рециклиране и член на Конфедерацията на работодателите и индустриалците в България от 2009 г. Общият капитал на компанията е 61 742 хил. лева. През 2010 г. попада в класацията на 50-те най-големи компании в страната, а през 2011 г. неговото „Норд Фероиндъстри“ ЕООД получава номинация за най-бързо развиващата се компания. Дружеството има повече от 250 души персонал.
„Норд Холдинг“ е разработила програма за дейностите по управление на отпадъците и притежава разрешение за събиране, временно съхранение и транспортиране на:
- неопасни отпадъчни цветни и черни метали – хартия, картон, пластмаса и стъкло;
- опасни отпадъци (неупотребявани акумулаторни батерии);
- излезли от употреба МПС;
- излязло от употреба електрическо и електронно оборудване, което притежава опасни свойства[8].

Главната задача на компанията е намаляване на обема на производствения и битов метален отпадък, който все още не е преработен от системи за рециклиране.

## Управително тяло
- Христо Гаджев – изпълнителен директор
- Катеринка Илиева – търговски директор „цветни метали“
- Калина Колева – търговски директор „износ на цветни и черни метали“
- Борис Клисурски – търговски директор „масла и гуми“
- Явор Стефанов – търговски директор „черни метали“

## Социални дейности
През годините Норд Холдинг АД участва в различни благотворителни инициативи, сред които „Българската Коледа“ под патронажа на Президента на Република България, инициативата на Столична община за почистване. Дружеството прави дарения на средства за Фондация „Доверие и закрила“, дарения за Дом за сираци при манастир „Св. Троица“ на Отец Иван и др.
Организира кампании за обучение на деца, една от които е „Не изхвърляйте опасните отпадъци – те са вредни“ чрез новия супергерой Екомен. Норд Холдинг АД работи в сътрудничество с общините, държавните органи и неправителствения сектор, с които си сътрудничи за опазване на околната среда.

## Сертификати и разрешения
- Certificate ISO 9001:2015[11]

- Сертификат за членство в Българската асоциация по рециклиране (БАР)[12]

- Сертификат за членство в Конфедерацията на работодателите и индустриалците в България (КРИБ)[13]

- Лиценз за търговия с отпадъци от черни и цветни метали, издаден от Министерство на икономиката и енергетиката[14]

- Регистрационен документ за събиране и транспортиране на отпадъци, издаден от РИОСВ–София[15]

- Регистрация като Търговец на отпадъци в публичния регистър на ИА ОС[16]

- Разрешение от РИОСВ-София за дейности по третиране на отпадъци и регистрационен документ за събиране и транспортиране на отпадъци[17]